# Иванов, Игорь Викторович (хоккеист, 1966)
Игорь Викторович Иванов (род. 5 августа 1966) — советский хоккеист, защитник. Мастер спорта СССР.
Начинал играть в сезоне 1982/83 в команде второй лиги «Ижорец», с которой вышел в первую лигу. В сезоне 1983/84 дебютировал в СКА Ленинград. Бронзовый призёр чемпионата 1986/87. Сезон 1990/91 провёл во второй лиге в «Ижорце», следующий — в первой лиге в СКА.